# Comitê Nobel

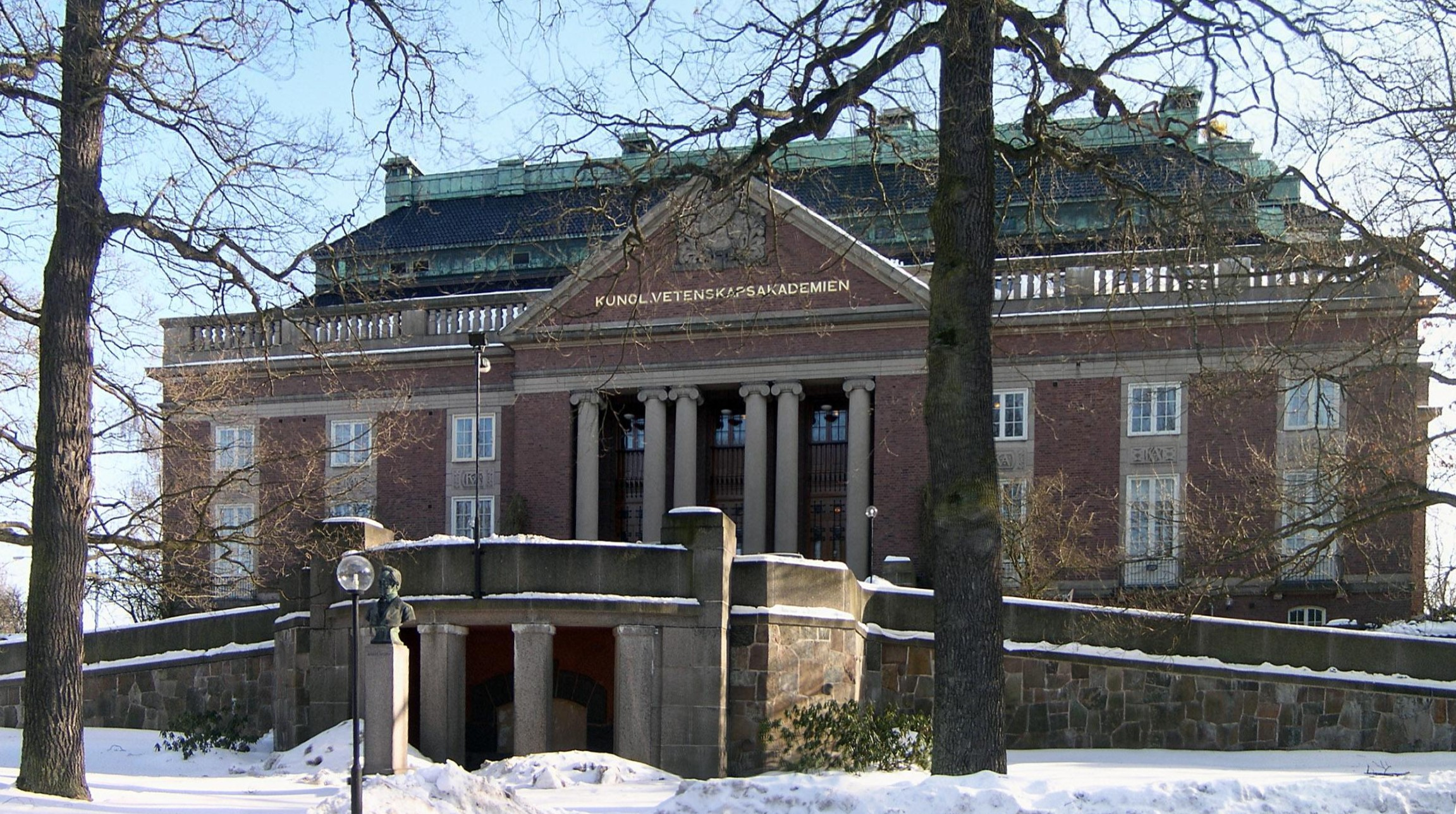
Dois dos Comitês do Nobel, os de física e química, bem como o Comitê do Prêmio de Economia, estão localizados na Academia Real das Ciências da Suécia.

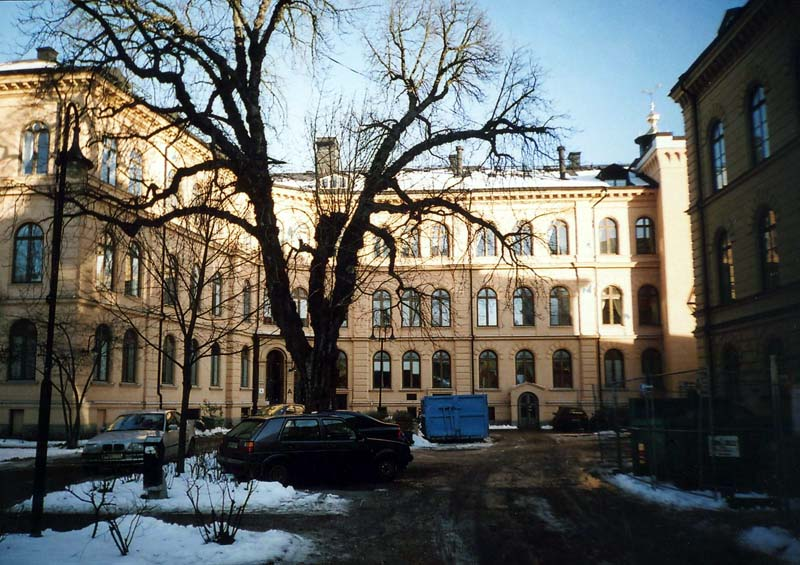
O Comitê Nobel de Fisiologia ou Medicina está localizado no Karolinska Institute.

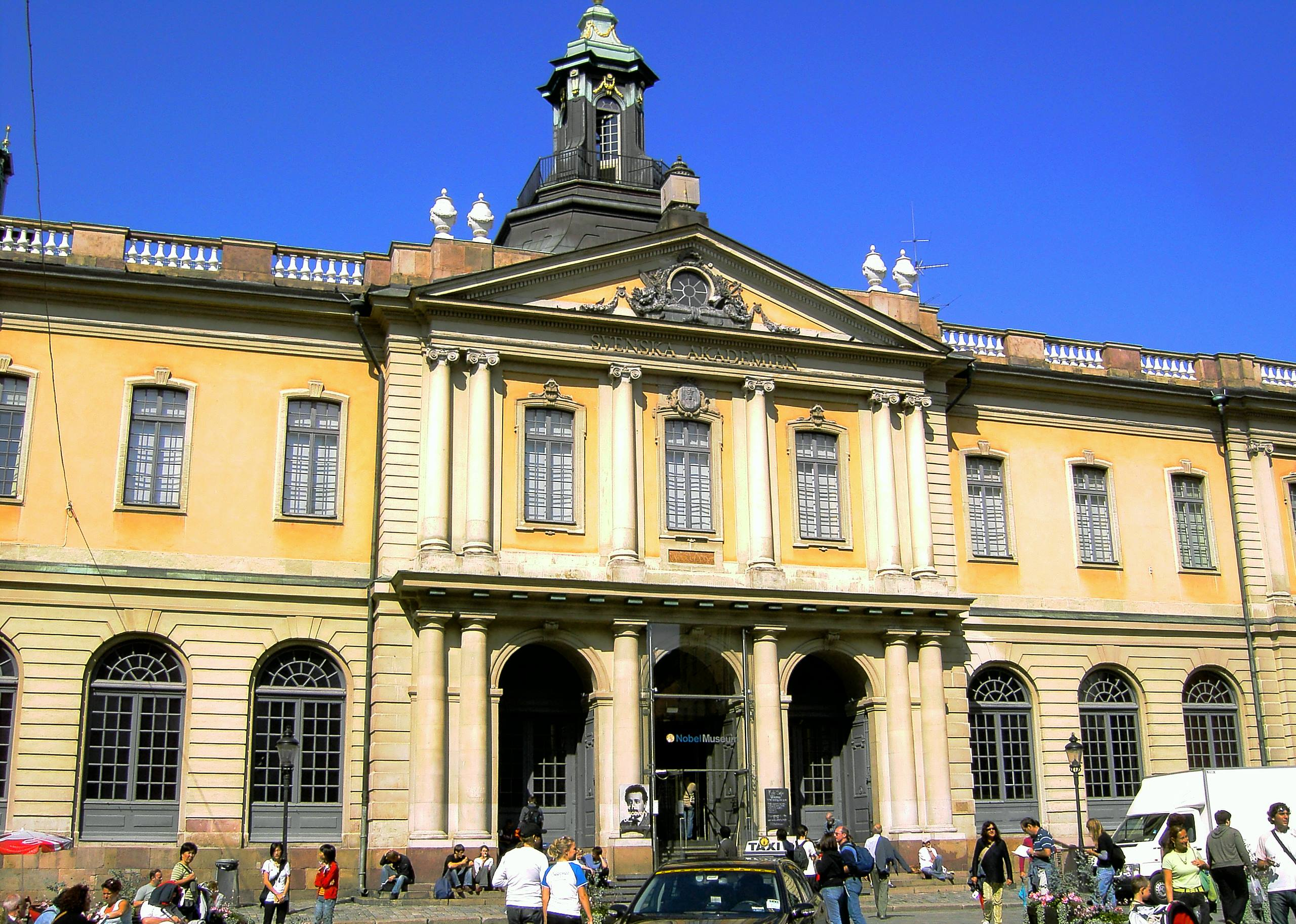
O Comitê do Nobel de Literatura está localizado na Academia Sueca.

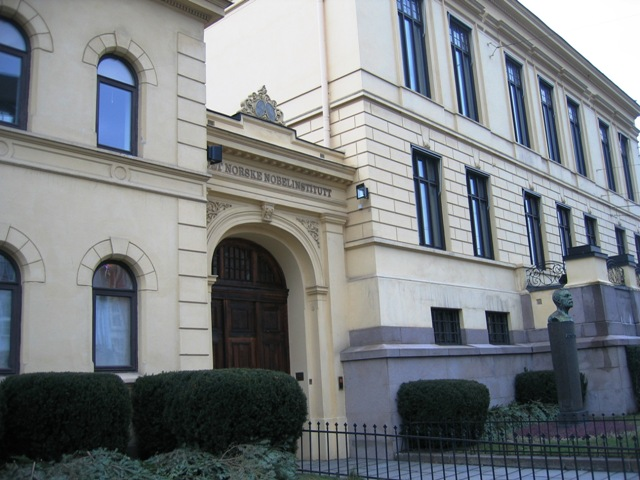
O Comitê Norueguês do Nobel, nomeado pelo Storting (Parlamento), tem seu próprio órgão de apoio na forma do Instituto Norueguês do Nobel.

Um Comitê Nobel é o grupo de trabalho encarregado de indicar candidatos para o Prêmio Nobel. O Prêmio Nobel é concedido em seis categorias temáticas diferentes. Há um Comitê Nobel separado para cada uma das  categorias.
Cinco dos seis Comitês Nobel são grupos de trabalho dentro das instituições que também concedem o Prêmio Nobel. A Real Academia Sueca é responsável pelos Prêmios Nobel de Física, Economia e Química, pelo Instituto Karolinska de Fisiologia e Medicina e pela Academia Sueca de Literatura. Os Comitês do Nobel apenas propõem possíveis vencedores do prêmio, enquanto a decisão final sobre um candidato selecionado é feita por uma assembléia maior. Este último é o caso dos Prêmios Nobel de Física, Química, Economia e Literatura de toda a academia, e para o Prêmio Nobel de Fisiologia ou Medicina, é composto por 50 membros da Assembleia Nobel do Instituto Karolinska.
O sexto Comitê Nobel, o Comitê Nobel norueguês de cinco membros responsável pelo Prêmio Nobel da Paz, cujos membros são eleitos pelo Parlamento norueguês, tem um status especial, pois é tanto o grupo de trabalho proponente quanto o órgão que concede o Prêmio Nobel. 